# ماریان استامپ داوکینز
ماریان الینا استامپ داوکینز (به انگلیسی: Marian Stamp Dawkins) (متولد ۱۳ فوریه ۱۹۴۵)، زیست‌شناس بریتانیایی استاد دانشگاه آکسفورد و مدیر گروه مطالعات جانورشناسی آن دانشگاه است.

## زندگی شخصی
او در ۱۹ اوت ۱۹۶۷ با ریچارد داوکینز ازدواج کرد. آن‌ها در ۱۹۸۴ از هم جدا شدند.